# スピードハック
スピードハック（speed hack）とは、ゲームソフトのキャラクターの移動速度や攻撃速度を不正に変更する機能あるいはソフトウェア。
一般的に日本では、加速器や加速ツールと呼称される。ただ、荷電粒子を加速する装置の総称も「加速器」と呼ばれるため、ここではスピードハック、または加速ツールと記述する。MMORPGをはじめとするオンラインゲームには、多くの場合キャラクターの移動や攻撃速度を高めるアイテムやスキルが用意されているが、スピードハック系のツールを利用すると、劇的なスピードアップ効果が得られる。
尚、「スピードハック」という語は、例えばUNIX哲学などではコンピュータプログラミングにおける最適化を意味するなど、他の意味で使われる例もある。

## 動作の原理
APIの動作を変更したり、デバイスドライバを利用して仮想メモリのアドレスが参照する物理アドレスを変更するやり方が一般的である。

## スピードハックによる影響
スピードハックによるキャラクターの速度向上は、ゲーム内の競争や競技性の崩壊を招く可能性があり、多くのオンラインゲームではスピードハックツールが使えないように対策を行っている。

## 代表的なスピードハックツール
- うさみみハリケーン - デバッガ機能を中心とした解析ツールだが、メモリを変更することでスピードハックを行うことが可能。しかし、広く普及しているツールでありオンラインゲームなどの商用ソフトではほぼ対策されているため、スタンドアロンで動作するオンライン非対応のフリーゲームを中心として利用されている。